# Skidmore, Owings and Merrill
Skidmore, Owings & Merrill LLP (SOM) è uno studio di ingegneria, architettura e pianificazione urbanistica statunitense. Fu fondato a Chicago nel 1936 da Louis Skidmore e Nathaniel Owings a cui si aggiunse nel 1939 l'ingegnere John O. Merrill, dai cui l'acronimo SOM.

## Storia
Già nel 1937 lo studio apre la prima succursale a New York City. SOM è uno dei più grandi studi di architettura negli Stati Uniti ed al mondo. Fin dall'inizio si specializzarono in edifici commerciali di alto livello diventando lo studio leader nel settore della progettazione dei grattacieli rimanendo per lungo tempo fedeli ai principi dell'International Style.
Molti degli edifici costruiti dallo studio dopo la seconda guerra mondiale sono diventate vere e proprie icone dell'architettura moderna statunitense come ad esempio la Lever House (1952) a New York, la cappella all'accademia aeronautica (1958) a Colorado Springs, Colorado; e il John Hancock Center (1969) e la Sears Tower (1973), entrambi a Chicago, Illinois. Nel Missouri a Kansas City, nel 1977 costruirono il City Center Square alto 123 metri. Nel 1983 inaugurarono il 400 Poydras Tower (prima noto come Texaco Center) a New Orleans.
Inoltre SOM fu uno dei primi grandi studi americani ad aprire studi in tutto il mondo mantenendo però la propria firma su tutti i progetti nonostante la collaborazione con grandi architetti e ingegneri associati nei vari studi come ad esempio: Gordon Bunshaft, Natalie de Blois, Myron Goldsmith, Bruce Graham, Gertrude Kerbis, Fazlur Khan, Walter Netsch, Pietro Belluschi e David Childs.
Lo studio dichiara di aver costruito oltre 10.000 progetti (tra i quali il più famoso è il Burj Khalifa) e di avere uffici a Chicago, New York, San Francisco, Washington, Los Angeles, Londra, Hong Kong e Shanghai.